# Олег Юрьевич
Олег Юрьевич (ум.1237) — удельный князь муромский, сын удельного князя муромского Юрия Юрьевича.
В 1220 году ходил в поход против волжско-камских булгар, организованный великим князем владимирским Юрием Всеволодовичем.
По мнению некоторых историков, погиб в ноябре-декабре 1237 года в сражении с монголами на Воронеже вместе со своим двоюродным братом Юрием муромским, хотя в источниках информации об этом нет. Муромское княжество было разорено следующей зимой, 1238/39 гг., столица сожжена.